# ラジオ・チャリティ・ミュージックソン (ラジオ大阪)
『ラジオ・チャリティ・ミュージックソン』（または『ラジオ・チャリティー・ミュージックソン』。英字表記は RADIO CHARITY MUSICTHON）はラジオ大阪（OBC）において実施しているチャリティーラジオ番組である。略称はミュージックソン。ラジオ大阪では、主に『（年度） ラジオ・チャリティ・ミュージックソン』を用いている。

## 概要
1975年、ニッポン放送、STVラジオ、KBCラジオの3局で始まったチャリティー番組『ラジオ・チャリティ・ミュージックソン』の大阪版として1976年に放送を開始。
「目の不自由な方へ音の出る信号機を」をキャッチフレーズに音響装置付信号機や視覚障碍者用教材を普及させるための「通りゃんせ基金」を呼びかけるとともに、放送を通じて障害者への理解促進と思いやりの育成を図る目的で放送している。
募金受付期間は全国各地のミュージックソン同様に11月1日から翌年1月31日まで。この間は、各番組内やスポットCMで受付方法の告知を行う。

## 歴代ランナーと番組構成
ラジオ大阪では出演者の呼称をマラソン選手に例え「ランナー」と言い換えており、これはKBCラジオと共通である。
原則として24時間のほとんどを独自制作しているが、ニッポン放送のように全番組を休止したり後日にスライドさせるような構成にはせず、あくまで通常通りの編成を維持しながら自社制作の生放送番組を連携させる形をとることが多く、STVラジオ同様に2010年度以降はこの構成が顕著。そのため、実質の放送時間が24時間に満たない年もある。

なお、中央競馬中継『ドラマティック競馬』を放送する日曜日にまたがる場合は裏番組のMBSラジオ『GOGO競馬サンデー!』との兼ね合いにより競馬中継を優先させてミュージックソンの放送時間を変動させることもあり、その場合後述する『声の握手』は大阪では放送されず、ネット局向けに裏送りされる。このケースでは、競馬主催者の日本中央競馬会（JRA）と役務調達契約を結んでいるMBSラジオ（旧・毎日放送）が権利関係の調整に関与し、実質的に制作協力する。
また、深夜帯の放送は1314 V-STATIONとのコラボレーションで送る場合もある。それらもあり、現在のランナーは主にミュージックソン全体を取り仕切るというより、オープニングやエンディング、『声の握手』の大阪担当として出演するにとどまっている。
ニッポン放送からのネットパートは3回あり、24日午後1時30分と25日午前10時30分からの『日本列島 声の握手』、25日午前1時からの『オールナイトニッポン ラジオ・チャリティ・ミュージックソン』である。『声の握手』では東京のメインパーソナリティ&アシスタントアナウンサーと大阪のランナーが掛け合いながらおおむね2〜3分間、天気の話題や大阪での活動状況を報告する。『オールナイトニッポン』は平常時のオールナイトニッポンと同様のネット番組。
1976年度〜1981年度
- ランナー：横山やすし・西川きよし[2][3]

1982年〜1987年度
- ランナー：オール阪神・巨人[3]

1988年度
- ランナー：青芝フック、原田年晴[3]

1989年度
- ランナー：西川のりお[3]

1990年度
- ランナー：入川保則、西川のりお、水谷ひろし、立原啓裕[3]

1991年度
- ランナー：水谷ひろし、原田年晴、沢田尚子[3]

1992年度〜1993年度
- ランナー：水谷ひろし、原田年晴[3]

1994年度
- ランナー：太平サブロー、ハイヒールリンゴ、原田年晴[3]

1995年度〜1996年度
- ランナー：中村美律子、原田年晴[3]

1997年度
- ランナー：ラサール石井、BORO、原田年晴[3]

1998年度〜2001年度
- ランナー：里見まさと・亀山房代[3]
- 2001年のテーマ：さあ、輪になろう!

2002年度
- ランナー：小林睦郎、桂九雀、寺谷一紀、原田年晴[3]
- テーマ：世界は音にあふれてる、音でつなぐ24時間

2003年度
- ランナー：小林睦郎、原田年晴、桂こごろう（現：二代目桂南天）[3]
- テーマ：愛と夢
- 視覚障害の子供たちに事前に募集した「これからの夢」を番組内で紹介しながら、愛と夢に関するリクエスト曲を、エピソードと共に届けた。

2004年度
- メインランナー：里見まさと　サブランナー：原田年晴 [3]
- 2004年にはOBCミュージックソン特製のスルッとKANSAIが作製され、郵便振替での募金をする人が「ミュージックソン特製スルッとKANSAI」と希望枚数を通信欄に書いてもらい、販売額面500円のカードを1000円で販売、その中の500円が募金されるという仕組みとなっていた。

2005年度
- メインランナー：里見まさと　サブランナー：原田年晴、和田麻実子[3]
- テーマ：夢かたり愛

2006年度〜2007年度
- メインランナー：梅田淳　サブランナー：原田年晴、和田麻実子[3]
- 2006年のテーマ：愛と希望
- 2006年は、1日目となる12月24日が日曜日で有馬記念と被り、レギュラー番組の『OBCドラマティック競馬』（11:00 - 16:00）が編成の都合上休止できず、さらに競艇の賞金王決定戦競走中継（16:00 - 17:00）も重なったため、5時間繰り下げて12月24日（日曜日）の17:00 - 12月25日（月曜日）17:00までの放送となった。
- 2007年のテーマ：スマイル
- 2007年は、12月24日（月曜日）の12:10 - 12月25日（火曜日）の12:00まで放送。

2008年度
- 放送時間：12月24日（水曜日）12:00 - 12月25日（木曜日）12:00
- ランナー：梅田淳・松本恵治・和田麻実子
- レポート担当：原田年晴ほか
- テーマ：元気出していこう!
- 12月24日（水曜日）22:00 - 25:00は『OBCブンブンリクエスト ミュージックソンスペシャル』（モンスター前塚、南かおり、石田靖、吉田ヒロ、岩崎なおあき）[5]を放送
- 12月25日（木曜日）3:00 - 5:00は『真夜中の女』として和田麻実子・高岡美樹・西村亜希子が担当

2009年度
- 放送時間：12月24日（木曜日）12:00 - 12月25日（金曜日）12:00
- ランナー：梅田淳・松本恵治・和田麻実子
- レポート担当：原田年晴・漫天・あまゆーずほか
- テーマ：スタート さあ始めよう!
- 12月24日（木曜日）22:00 - 25:00は『baseよしもと ナマワラbスペシャル』（藤崎マーケット、ビタミンS、河井ゆずる）を放送
- 12月25日（金曜日）3:00 - 5:00は『まさとの音芸』として里見まさとが担当

2010年度
- 放送時間：12月24日（金曜日）12:00 - 12月25日（土曜日）12:00
- ランナー：梅田淳・松本恵治・和田麻実子
- レポート担当：原田年晴・和牛・水木ケイほか
- テーマ：伝えたい! 私の想い
- 12月24日（金曜日）22:00 - 25:00は『ラジオよしもと 夜もむっちゃ元気スーパー!』（磯部公彦、桂文三、小寺真理）を放送。
- 12月25日（土曜日）3:00 - 5:00は『まさとの音芸』として里見まさとが担当。

2011年度
- 放送時間：12月24日（土曜日）12:00 - 12月25日（日曜日）12:00
- ランナー：笑福亭銀瓶・弁天R.シスターズ（松本雅子・和田麻実子・小川真由）
- レポート担当：原田年晴・和牛・女子高生カレンほか
- テーマ：ハート・トゥ・ハート〜あなたのために
- 2日目となる12月25日は日曜日で有馬記念と被っていたが時間は前倒しせず例年通り12月24日（土曜日）の12:00から放送した。そのためこの日（12月25日）の『OBCドラマティック競馬』は『ミュージックソン』終了直後の12:00から放送した。（『ドラマティック競馬』の放送が12:00からになった理由などの詳細については不明）
- 12月24日（土曜日）の23:00 - 25:00は『立ち上がれ!僕らのヴァンガード 生放送スペシャル』（代永翼、佐藤拓也／寺川愛美）を放送

2012年度
- 放送時間：12月24日（月曜日）12:00 - 12月25日（火曜日）12:00
- ランナー：原田年晴・弁天R.シスターズ（松本雅子・和田麻実子・小川真由）
- レポート担当：弁天R.シスターズ・和牛ほか
- テーマ：クリスマスに夢がみえた!
- 12月24日（月曜日）22:30 - 25:00は『5upよしもと ガチモリ』（ジャルジャル）を放送
- 12月25日（火曜日）3:00 - 5:00は磯部公彦が担当

2013年度
- 放送時間：12月24日（火曜日）12:00 - 12月25日（水曜日）12:00
- ランナー：原田年晴
- テーマ：みんなの笑顔・新発見
- 12月24日（火曜日）22:30 - 25:00は『5upよしもと ガチモリ』（ジャルジャル）を放送
- 12月25日（水曜日）3:00 - 5:00は1314 V-STATIONベースの特番を放送

2014年度
- 放送時間：12月24日（水曜日）12:00 - 12月25日（木曜日）12:00
- ランナー：原田年晴
- テーマ：
- 『ほんまもん!原田年晴です』『高岡美樹のべっぴんラジオ』の内容をミュージックソン仕様にアレンジしたほかはおおむね通常通りに編成されたが、以下の時間帯は特別番組を編成
- 12月25日（木曜日）24:00 - 1:00は代走みつくにが担当
- 12月25日（木曜日）3:00 - 5:00は1314 V-STATIONベースの特番を放送

2015年度
- 放送時間：12月24日（木曜日）12:00 - 12月25日（金曜日）12:00
- ランナー：原田年晴
- テーマ：
- 『ほんまもん!原田年晴です』『高岡美樹のべっぴんラジオ』にくわえて『スパメン!』『TOP POP MUSIC』の内容をミュージックソン仕様にアレンジしたほかはおおむね通常通りに編成されたが、以下の時間帯は特別番組を編成
- 12月25日（金曜日）3:00 - 5:00は『熟メン!野村啓司ですスペシャル〜清水博正と』を放送

2016年度
- 放送時間：12月24日（土曜日）10:00 - 12月25日（日曜日）10:00[14]
- ランナー：西村登代子・原田年晴・和田麻実子／ゲスト：高橋政代
- テーマ：
- 2日目となる12月25日が日曜日で有馬記念と被り、『OBCドラマティック競馬』の開始時間が変更できないため『サタオビ』（9:05-10:30）を30分縮小させたうえで放送時間を全体的に2時間前倒しした。また、『里見まさとのおおきに!サタデー』を特別編として組み込み、キャンペーン番組としては12月24日（土曜日）10:00 - 16:00・17:00 - 20:00（おおきに!サタデー）・22:00 - 25:00・8:00 - 10:00の14時間となり日曜日の『声の握手』は裏送りとなった。
- 12月24日（土曜日）22:00 - 25:00は1314 V-STATIONベースの特番を放送

2017年度
- 放送時間：12月24日（日曜日）17:00 - 12月25日（月曜日）17:00
- ランナー：西村登代子・原田年晴・和田麻実子／ゲスト：竹内昌彦・絶対ポンカン
- テーマ：
- 1日目となる12月24日が日曜日で有馬記念と被り、『OBCドラマティック競馬』の終了時間が変更できないことに加えてBOAT RACEのSGグランプリ（旧・賞金王決定戦）優勝戦を伝える『ボートレースライブ』（文化放送制作）もネット受けしたため、放送時間を5時間後倒しして放送。時間を後倒しして放送するのは2006年以来11年ぶりとなった。また、『慶元まさ美のハッピー・モーニング』『青木和雄の昼までえぇやん!』『ほんまもん!原田年晴です』『高岡美樹のべっぴんラジオ』（16時までに縮小）をミュージックソン仕様にアレンジ。日曜日の『声の握手』は昨年（2016年）に続き2年連続で裏送りとなった。
- 12月24日（日曜日）22:00 - 12月25日（月曜日）5:00は1314 V-STATION『夜中メイクが気になったから』ベースの特番をたかはし智秋をメインに放送

2018年度
- 放送時間：12月24日（月曜日）12:00 - 12月25日（火曜日）12:00
- ランナー：原田年晴
- テーマ：
- 『ほんまもん!原田年晴です』『高岡美樹のべっぴんラジオ』『熟メン!野村啓司です』『MORE MUSIC 919 J-HITS RADI✕MATION』『慶元まさ美のハッピー・モーニング』『青木和雄の昼までえぇやん!』（11時までに縮小）をミュージックソン仕様にアレンジ。
- 12月25日（火曜日）3:00 - 5:00は『山下純一とアルミカンの今夜もバリアフリーFUNK』を放送

2019年度
- 放送時間：12月24日（火曜日）12:00 - 12月25日（水曜日）12:00
- ランナー：
- テーマ：
- 厳密にミュージックソンを銘打ったのは『オープニング』（12:00 - 13:00、『OBCグッドアフタヌーン!ラジぐぅ』中断）と『フィナーレ』（11:00 - 12:00、『ラジぐぅ』短縮）のみでそのほか各ワイド番組をミュージックソン仕様にアレンジしたほかはおおむね通常編成で放送。そのため『声の握手』は高山トモヒロが大阪地区を担当した。
- 『話の目薬ミュージックソン』は19:45 - 20:26に、『アルミカンの今夜も勝負パンツ』は22:00 - 23:45にそれぞれ拡大
- 12月25日（水曜日）24:15 - 24:30は『15分だけのDMZミュージックソンスペシャル』を、3:00 - 5:00は『山下純一とアルミカンの今夜もバリアフリーFUNK』をそれぞれ放送

2020年度
- 放送時間：12月24日（木曜日）12:00 - 12月25日（金曜日）12:00
- ランナー：原田年晴
- テーマ：
- 厳密にミュージックソンを銘打ったのは『オープニング』（12:00 - 13:00、『OBCグッドアフタヌーン!ラジぐぅ』中断）と『フィナーレ』（11:00 - 12:00、『GO!GO!フライデーショー!』短縮）のみでそのほか各ワイド番組をミュージックソン仕様にアレンジしたほかはおおむね通常編成で放送。そのため『声の握手』は浅越ゴエが大阪地区を担当した。
- 12月24日（木曜日）21:30 - 23:00は『藤川貴央のDMZミュージックソンスペシャル』を、12月25日（金曜日）24:00 - 24:30は『和田麻実子のOBCミュージックソン・ヒストリー』を、3:00 - 5:00は『山下純一とアルミカンの今夜もバリアフリーFUNK』をそれぞれ放送

2021年度
- 放送時間：12月24日（金曜日）12:00 - 12月25日（土曜日）12:00
- ランナー：原田年晴、和田麻実子
- テーマ：
- 厳密にミュージックソンを銘打ったのは『オープニング』（12:00 - 13:00、『原田年晴 かぶりつきフライデー!』中断）と『朝からミュージックソン』（土曜 5:10 - 6:00）『フィナーレ』（10:00 - 12:00）のみでそのほか各ワイド番組をミュージックソン仕様にアレンジしたほかはおおむね通常編成で放送。『声の握手』は2年ぶりに原田が大阪地区を担当した。
- 12月24日（金曜日）19:00 - 20:45は『J-HITS RADI×MATION ラジオ・チャリティ・ミュージックソンスペシャル』を、21:00 - 23:00は『週末ワイド“ラジオ産経” ミュージックソンスペシャル』を、12月25日（土曜日）3:00 - 5:00は『山下純一とアルミカンの今夜もバリアフリーFUNK』をそれぞれ放送

2022年度
- 放送時間：12月24日（土曜日）10:00 - 12月25日（日曜日）10:00
- ランナー：原田年晴、和田麻実子
- テーマ：Feeling support
- 2日目となる12月25日が日曜日で有馬記念と被り、『OBCドラマティック競馬』の開始時間が変更できないため、放送時間を2時間前倒ししたが、実質的な自主編成は、土曜日のワイド番組編成が少なく、15 - 30分程度の番組が中心であることから、12月24日（土曜日）10:00 - 14:00（オープニング）、17:00 - 17:30（コーナーMC:藤川貴央、リモートゲスト:由利公弘<一般財団法人安全交通試験研究センター常任理事>、笑福亭鶴二<粉浜商店街中継レポーター>）、19:00 - 21:00（バリアフリーFUNK ミュージックソンスペシャル）、12月25日（日曜日）8:00 - 10:00（フィナーレ）の4パートのみとなった。またこの関係もあり、平年深夜（12月25日 3:00 - 5:00）に行われている特番は定時編成優先の都合上行われなかった（「バリアフリーFUNK」を繰り上げている）。また、時間を前倒しして放送したのは2016年以来6年ぶりとなった。

2023年度
- 放送時間：12月24日（日曜日）17:00 - 12月25日（月曜日）17:00
- テーマ：コネクティック ハーツ～みんなにエールを～
- 1日目の12月24日が日曜日で有馬記念と被り、『OBCドラマティック競馬』の終了時間が変更できないため放送時間を5時間後倒しして放送した。時間を後倒しして放送したのは2017年以来6年ぶりとなった。
- 12月24日（日曜日）17:00 - 19:30に、オープニングを放送。
- また、日曜日の夜に放送されている『水谷ひろしのOSAKA歌謡ウェーブ』をミュージックソンバージョン（19:30 - 20:30及び21:00 - 22:00）として放送すると共に、ボートレースグランプリの優勝戦を伝える文化放送制作の『BOATRACE LIVE』は住之江競艇場でのナイター開催となるため、20:30 - 20:55の放送枠で、途中で一時中断してネット受けした。なおBOATRACE LIVEの恒例企画である現地局パーソナリティのゲストにOBCは人員を派遣しなかったため、文化放送がライオンズナイター解説者の東尾修を出張させ対応した。
- 12月24日（日曜日）22:00 - 25:00の時間帯は通常番組を放送し、12月25日（月曜日） 1:00 - 4:00は『乃木坂46のオールナイトニッポン～ラジオ・チャリティー・ミュージックソンスペシャル～』を、4:00 - 5:30は『バリアフリーFUNK ミュージックソンスペシャル』を放送。
- 厳密にミュージックソンを銘打ったのは『オープニング』（17:00 - 19:30）とフィナーレ（16:00 - 17:00）のみでそのほか各ワイド番組をミュージックソン仕様にアレンジしたほかはおおむね通常編成で放送。

2024年度
- 放送時間：12月24日（火曜日）12:00 - 12月25日（水曜日）12:00
- テーマ：やるき、もりわき、しんごうき!
- この年はメインランナーに森脇健児を迎えて送った。
- この年は視覚障害者の日常生活の中で直面する、困難や課題、そして、視覚障害者の日常生活の工夫にスポットを当てた企画を放送。
- この年は2021年度以来3年ぶりに2日間とも平日であるため、大半の時間帯はラジオ大阪の通常の生ワイド番組とのコラボで構成され、森脇はラジオ大阪の通常のワイド番組及び特別番組に全て出演し、通常のワイド番組のパーソナリティも出演した。
- また、初めて、深夜枠『サクラバシ919』（火曜日担当:山添寛）もこのミュージックソンのキャンペーンに参加した。
- 25日11時からは『フィナーレ』と題して、送った。
- また、特別番組の放送が火曜日に実施されるため『話の目薬 ミュージックソン』はいつもの放送時間を拡大して、19時45分から22時に放送[17]。
- 『山下純一のバリアフリーFUNK』はお笑いコンビ・チキチキジョニーとの共演で「いただきましたミュージックソンスペシャル!」として、25日の3時から5時15分に放送[17]。
- 24日17時台と22時台、25日5:15から6時台は通常の定時番組を、また、25日1:00-3:00は、ニッポン放送からの『オールナイトニッポンラジオ・チャリティ・ミュージックソンスペシャル』（メインパーソナリティ:出川哲朗）をそのままネットした。

## 話の目薬 ミュージックソン
『話の目薬 ミュージックソン』は2010年10月10日に放送開始したミュージックソンの関連番組で、毎週火曜日20:00 - 20:26に放送されている。視覚障害者が社会で生活する上で直面する課題を取り上げ、障害があっても、その状況を克服して明日を元気に生きていこうというメッセージや情報、そして支援者の活動を伝える。西村登代子（東住吉障害者ふれあいフェスティバル実行委員会事務局長）と原田年晴が担当する。
ミュージックソンに関連したレギュラー番組が存在するのはラジオ大阪が唯一である。2020年1月28日の放送をもって、原田の悪性リンパ腫の再発に伴う、病気療養のため、一時番組が休止されたが、2020年10月6日から8カ月ぶりに放送を再開した。

## 山下純一とアルミカンの今夜もバリアフリーFUNK
土曜19:45 - 20:00（2021年1月1日深夜放送分までは日曜3:00 - 3:15、2022年3月まで木曜23:30 - 23:45）に放送される全盲・肢体不自由のミュージシャンである山下純一が担当する番組『山下純一のバリアフリーFUNK』に、2020年9月まで『アルミカンの今夜も勝負パンツ』を担当していた女性漫才コンビアルミカンを加えた特別番組。2018年度から2020年度は『日野ミッドナイトグラフィティ 走れ!歌謡曲』に相当する時間帯、2021年度はラジオ大阪自社制作枠（3:00 - 4:00）と『ヴァイナル・ミュージック〜歌謡曲2.0〜』の時間帯（4:00 - 5:00）で放送。『ミュージックソン』が「目の不自由な方へ音の出る信号機を!」をキャッチフレーズとしていることに合わせ、障がい者やその介助者の方へのインタビューを通し、「日常の様々な“バリア”について考える」ことをテーマとした番組である。
2020年5月25日早朝（24日深夜）にはミュージックソン枠ではない時間帯に放送を実施。大阪のみならず全国的に新型コロナウイルスへの感染が拡大する中、新型インフルエンザ等対策特別措置法に基づく外出自粛要請が同年4月7日から放送の直前（5月21日）まで日本の全47都道府県で段階的に実施されていたことを背景に、山下自身や他の障がい者による自粛生活の実態や「バリア」（障壁）を明らかにし、障害者の生活を考察した内容で放送。この回が民放連ラジオ近畿地区審査会におけるラジオ教養番組部門の1位となり、2020年の全ラジオ局の番組中から『2020年日本民間放送連盟賞・ラジオ番組準グランプリ』を受賞。年末年始を中心に全民放局で特別番組として放送された。
2022年度はレギュラー放送を拡大（24日19:00 - 21:00）し小説家の天花寺さやかをゲストに迎え『山下純一の今夜もバリアフリーFUNKミュージックソンスペシャル』として放送。
2023年度は前述の通りミュージックソン枠で小川恵理子と『山下純一の今夜もバリアフリーFUNKミュージックソンスペシャル』として放送。
2024年度は前述の通りミュージックソン枠（ただし、通常より15分拡大の5:15まで）チキチキジョニーと『山下純一とチキチキジョニーのバリアフリーFUNKいただきましたミュージックソンスペシャル!』として放送。

## ラジオCMの作成
2023年度は、大阪府大東市で2023年度から公立中学校の休日部活動地域移行で誕生した「メディア部」とラジオ大阪とコラボして、「通りゃんせ基金」のラジオCMを制作して、若い層に対して募金を呼びかける取り組みを実施。きっかけとして、新型コロナの影響で「通りゃんせ基金」の募金活動が縮小せざるを得なかったために、ラジオ大阪が募金活動の方法を模索していた時に、大東市教育委員会からの依頼を受け、中学生の皆さんがラジオCMの制作に取り組むことになった。これによって、中学生が「民放ラジオのCM制作」の活動に能動的に取り組むと共に、視覚障害者に対する理解を深め、多数の事を学んで経験し、それと共に、ラジオ大阪も中学生の皆さんと共に、募金活動の広報に取り組むことによって、1基でも多く音の出る信号機の設置に繋がればという意図がある。
2023年8月7日に、メディア部の10人の部員がラジオ大阪の局内を訪問し、そこで、ラジオスタジオの見学を行い、その後、ラジオ大阪のスタッフから「ラジオ・ラジオCMとは」について学ぶと共に、視覚障害の当事者で『話の目薬 ミュージックソン』に出演している西村登代子から「視覚障がい者の世界」についても学んだ。そして、2023年9月3日の出前授業まで、ラジオCMの台本作成を各自で行い、その2023年9月3日の出前授業で、ラジオ大阪のディレクターと共にラジオCMの台本の仕上げの作業を行った後に、ラジオ大阪アナウンサーの原田年晴による「ラジオで伝わる話し方とは」を学んだ。2023年10月1日にラジオ大阪のスタジオで、「これまでの学びと思い」を込め、作成されたラジオCMの台本を基に、アナウンス班と制作班の2班に分かれた上で、メディア部の部員による「通りゃんせ基金」のラジオCMの収録が行われた。そして、2023年10月11日から10月31日まで『募金協力店募集編』という60秒スポットの放送を行い、「通りゃんせ基金」キャンペーンの開始となる11月1日から翌年（2024年）の1月31日までの期間は、『白杖編』・『歩くのが恐ろしい編』の30秒スポットと『横断歩道編』・『体験編』の60秒スポットのラジオCMが放送された。